# Кузьмин, Всеволод Иванович
Все́волод Ива́нович Кузьми́н (1928—2010) — советский и российский архитектор. Руководитель мастерской № 7 управления «Моспроект-2». Заслуженный архитектор РСФСР, заслуженный строитель Москвы, лауреат Государственной премии РСФСР в области архитектуры и премии Совета министров СССР, член-корреспондент РААСН, член-корреспондент МААМ, профессор.

## Основные этапы профессиональной деятельности
1952—1968 — Специальное архитектурно-строительное бюро (ныне МНИИТЭП),
1968—2010 — «Моспроект-2» (руководитель мастерской № 7, с 2000 года — главный архитектор мастерской).
Основное направление деятельности: проектирование общественных зданий и сооружений.

## Проекты и постройки

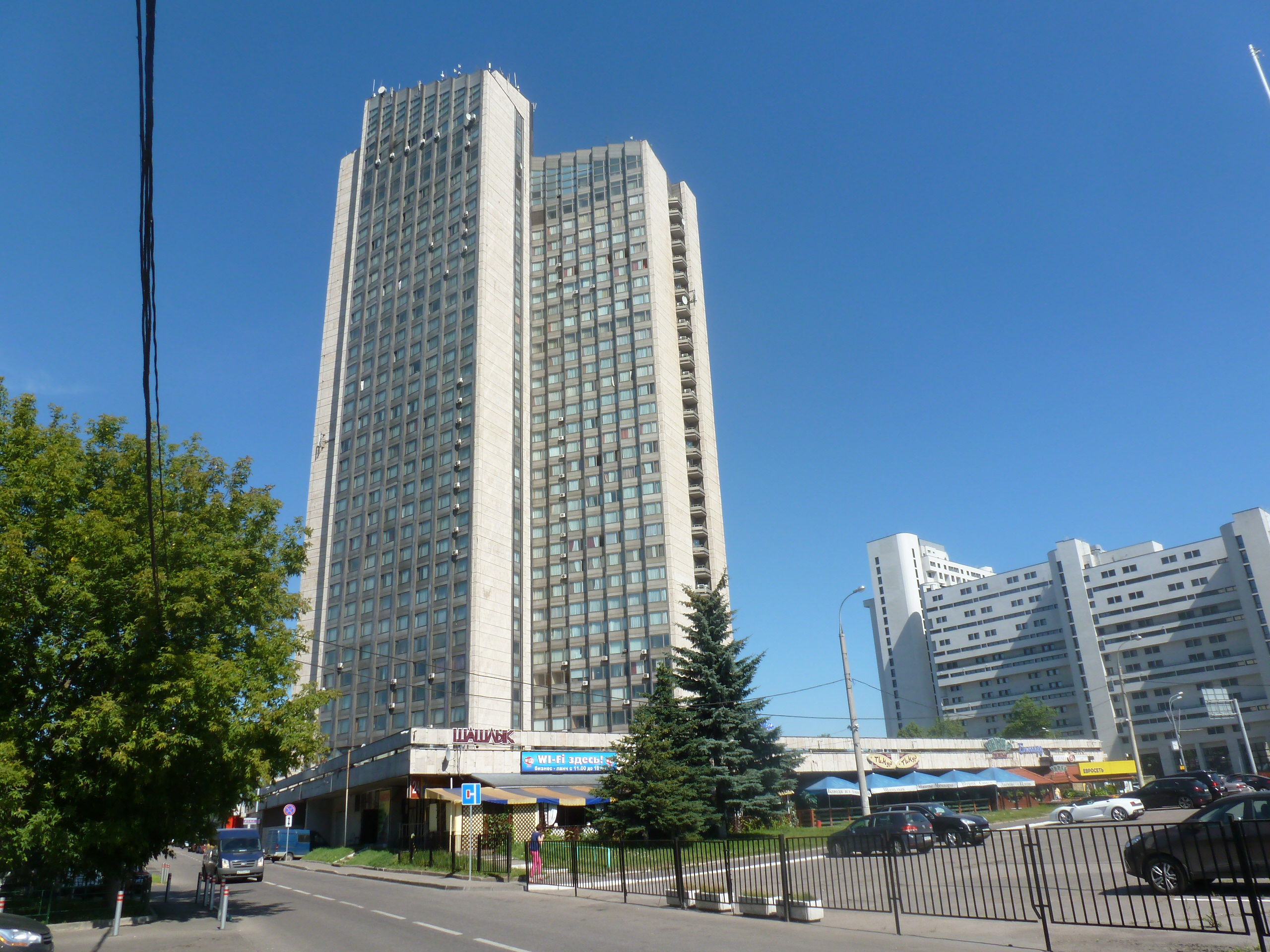
Центральный дом туриста

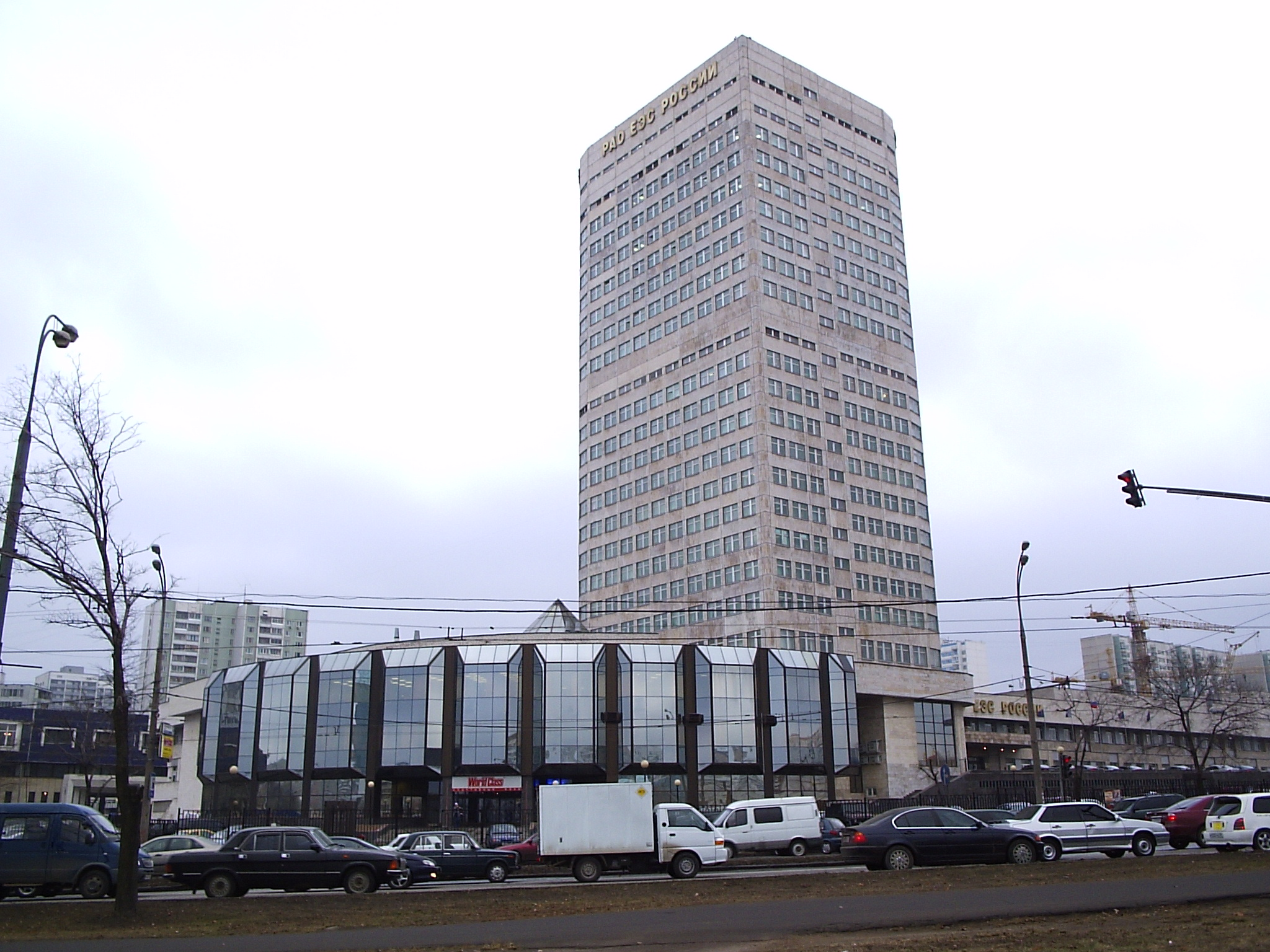
Проспект Вернадского, 101

- Центральный дом туриста на Ленинском проспекте (1968—1980)[2] — Государственная премия РСФСР в области архитектуры (1982)[3]
- Первая очередь комплекса зданий и сооружений Гребного канала в Крылатском (1972—1973)[2]
- Пансионат для престарелых ученых АН СССР в Теплом Стане (1970-е)[2]
- Гостиница в Спиридоньевском переулке, 9с1 (1970-е)[2]
- Административный корпус на проспекте Вернадского, 101 (1970—1980-е)[2][4]
- Экспериментальный жилой район в Тропарёве (в составе коллектива)[2]
- Здание посольства СССР в Гвинее-Бисау (1970-е)[4]
- Выставочный павильон в Алжире (золотая медаль выставочного комитета, 1970-е)[2]
- Выставочный павильон в Дамаске[2]
- Реконструкция Центрального клуба имени Дзержинского[2]
- Центральный дом туриста на Ленинском проспекте[2]
- Проект расширения и реконструкции Центрального музея В. И. Ленина (1970—1980-е)[4]
- Проект расширения и реконструкции Центральной библиотеки СССР имени В. И. Ленина и прилегающих кварталов (1970—1980-е)[4] — 1-я премия в конкурсе[3]
- Проект реконструкции кварталов Китай-города от Лубянской площади до Красной площади (1980-е)[4]

## Признание
- заслуженный архитектор РСФСР (1989)[5]
- заслуженный строитель Москвы[3]
- премия Совета министров СССР[2]
- Государственная премия РСФСР в области архитектуры (1982) — за архитектуру Центрального дома туриста профсоюзов в Москве[3]
- Член-корреспондент РААСН[3]